# 西敏制
西敏制（英語：Westminster system），又称威斯敏斯特模式（Westminster model），是一种议会制政府，它包含了一系列立法机关的运作程序，首先在英国发展起来。该系统的关键方面包括由立法机关成员组成的行政部门，并对立法机关负责；议会反对党的存在；以及与政府首脑不同的礼仪国家元首。该术语源自西敏宮，自13世纪以来一直是英格兰和后来的英国威斯敏斯特议会所在地。威斯敏斯特制度经常与起源于美国的总统制或基于法国政府的半总统制进行对比。
威斯敏斯特体系在英国大多数前殖民地获得自治权后（美国和塞浦路斯除外）的国家和地方立法机构中使用或曾经使用过，1848年加拿大的第一个省和1855年至1890年之间的六个澳大利亚殖民地。 这是遗赠给新西兰、和前英属香港的政府形式。以色列在宣布脱离英国托管巴勒斯坦独立后，采用了很大程度上受威斯敏斯特启发的政府体系。然而，一些前殖民地此后采用总统制（例如尼日利亚）或混合制（例如南非）作为政府形式。

## 特點

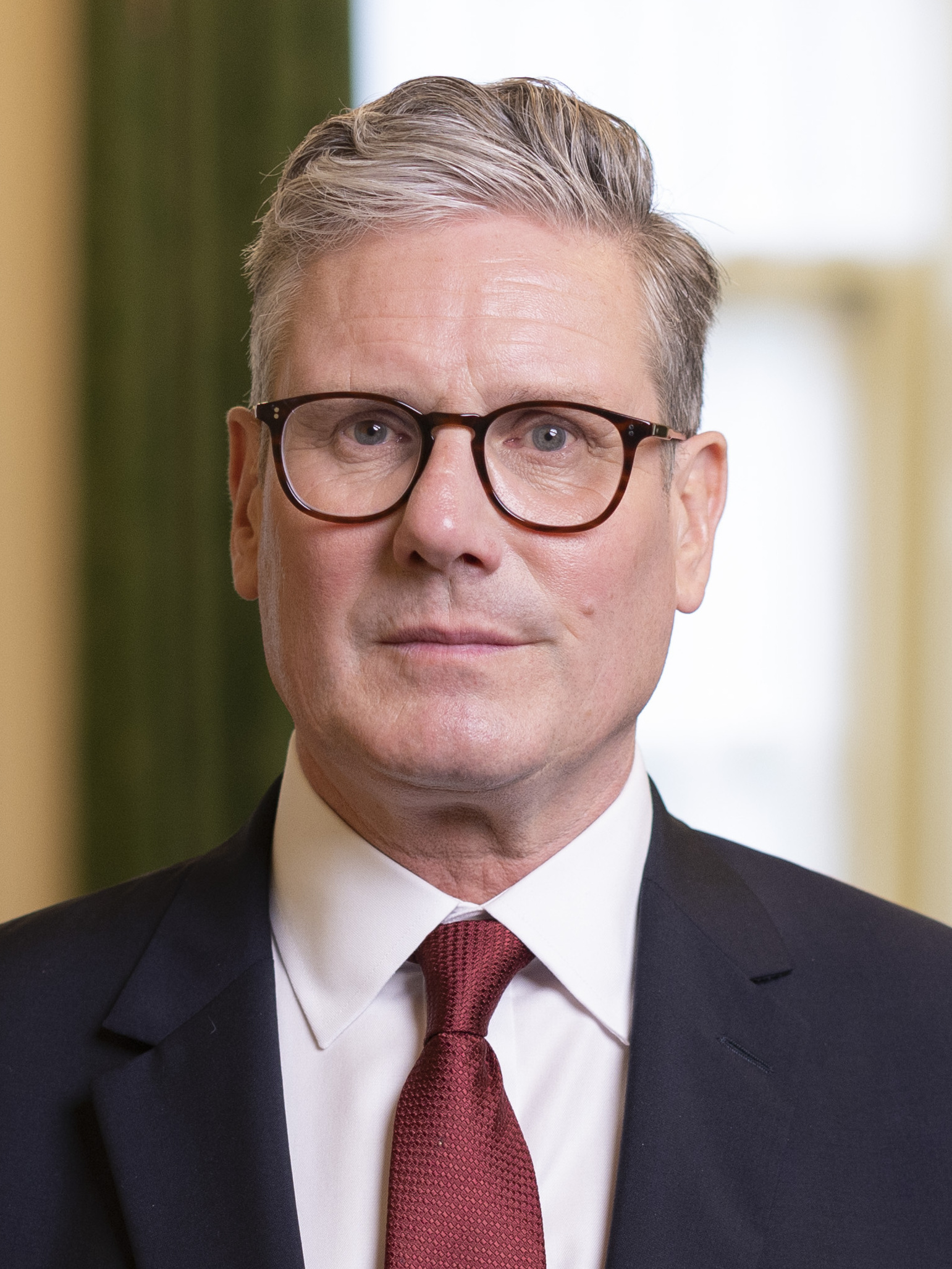
英國施紀賢內閣，由首相施紀賢領導

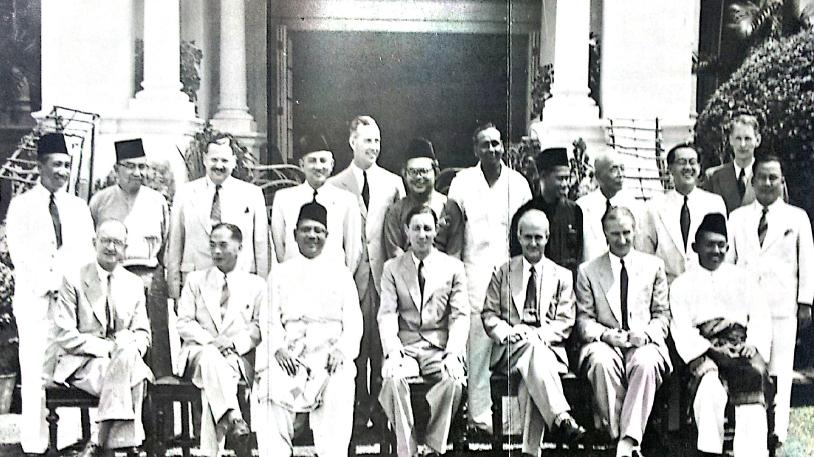
馬來亚联合邦第一届内阁第一次拉曼内阁，由首相东姑阿都拉曼所领导（摄于1955年）

西敏制起源於英國，主要在英聯邦成員國實施，加拿大各省和澳大利亚各殖民地於19世紀中期最早採用。現在除加拿大和澳大利亞，還有印度、愛爾蘭共和國、牙買加、馬來西亞、紐西蘭、新加坡、馬爾他等前英国殖民地国家沿用此制。日本和以色列也參照西敏制。
西敏制的特點包括：
- 国家元首是议会的組成部分（英國君主統治下的君主立憲国家，其他英联邦国家的总统大多数也属于虚职）
- 內閣全部由議員組成（現代的行政體系內閣成員多數下議院議員），向议会负责
- 行政與立法不分家，官員職權會互相重疊，但兩權制衡
- 有官方反對黨（正式名称为“國王陛下最忠誠的反對黨”，简称“忠诚的反对派”。部分国家的最大反對黨擁有組建影子內閣的權力，對應政府內閣）
- 單一政党執政的政府或较大政党主導的联合政府
- 單一制（不是主要特点，如印度、加拿大、澳大利亚、马来西亚等国是联邦制国家）
- 多元的利益集團體系
- 下議院單一選區多數決（不是主要特点，如紐西蘭是一院制聯立制）
- 上議院由委任議員组成（部分國家为直選產生，如日本及澳洲，亦有国家不设上议院）
- 全國統管的中央銀行
- 兩党制（也可能為多黨制）

西敏制的眾多議事程序來自英國議會的公約、慣例、先例，這些成文或不成文法則構成英國憲法。跟英國不同，使用西敏制的多數國家有成文憲法；不過，公約、慣例、先例在這些國家仍有重要的功能，因為有時憲法並沒有明確指定國家體制的重要元素。例如，加拿大憲法沒有提到內閣的存在，也沒有指定政府首長和國家代表的名號（聯邦總理），這是因為這些機構的產生及功能是在憲法條文之外逐漸形成的。
其他形式的議會制国家，如德國、意大利的體制，跟西敏制有很大不同。

## 國家元首的地位
國家元首的地位乃為政府之象徵，在英國儘管選舉的大權是在國家元首（英國君主）的手上，但是實際上政府的權力在首相或總理手中。作為一位廣義的國家元首有別於專制政權的領袖會藉由透明的過程取得權力，在澳洲及加拿大都奠定這樣的典範，都是相當好的例證，如果超出元首可行之權力都會被視作破壞傳統的制度，如1975年澳大利亞憲政危機。也因為成文憲法的出現，這些傳統也開始變成具體化的法律以限制元首的權力過當。